# ジェームズ・デカール・サワビー

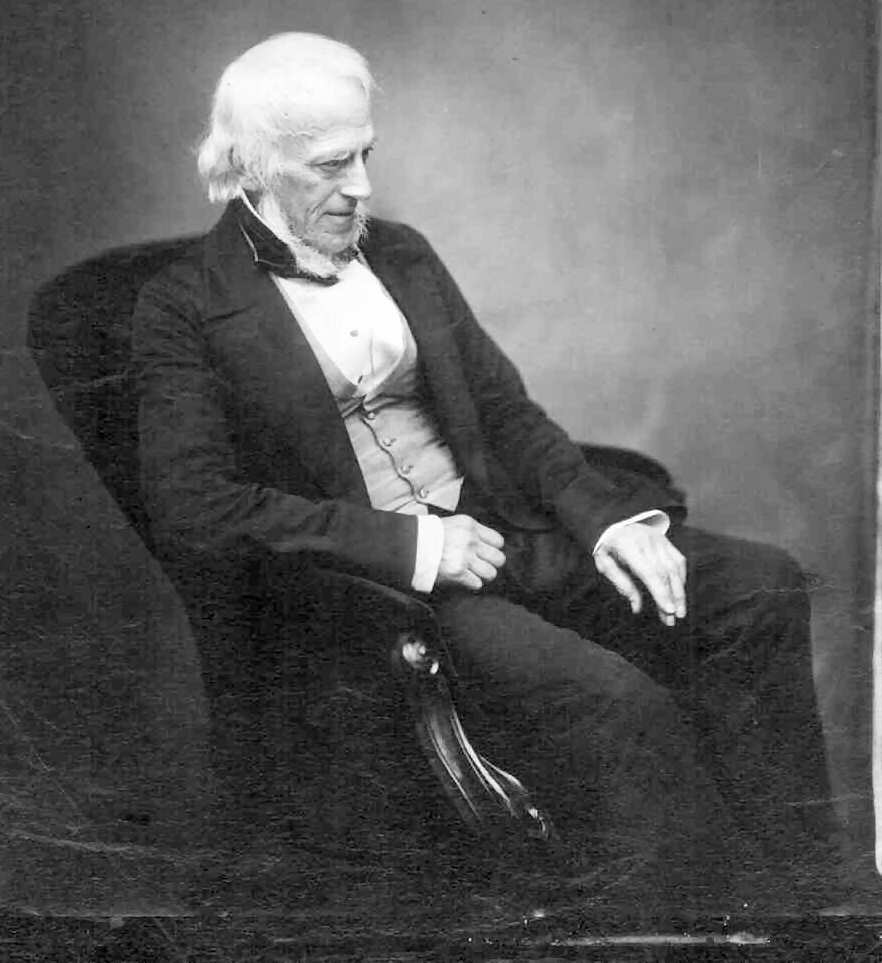
James de Carle Sowerby

ジェームズ・デカール・サワビー（James de Carle Sowerby、1787年6月5日 - 1871年8月26日）はイギリスの博物学者、博物画家である。父親のジェームズ・サワビーの著作の、完成や改訂を行った。

## 略歴
ロンドンで生まれた。多くの博物学分野の図鑑を編集、出版したジェームズ・サワビーの長男に生まれた。弟には貝類の分野の研究で知られる、ジョージ・ブレッティンガム・サワビー1世（George Brettingham Sowerby I）がいる。息子のジョージ・ブレッティンガム・サワビー2世（George Brettingham Sowerby II）も貝類などの研究で知られる博物学者である。
父親が刊行を始めた菌類の図鑑、"Colored figures of English fungi or mushrooms" や植物図鑑、"English Botany" の出版の継続や改訂を行った。1838年にいとこのバーンズ（Philip Barnes）と王立植物協会 (Royal Botanic Society)を設立し、リージェンツ・パーク近くに土地を借りて、実験的な植物園を作り、会員や一般に公開した。その事務局を生涯、務めた。この植物園は1932年まで存続した。
1861年に父親の博物学コレクションを大英博物館に売却した。

## 著書の図版
"Tortoises, Terrapins, and Turtles" by James de Carle Sowerby and Edward Lear. London, Paris, and Frankfort :H. Sotheran, J. Baer & co., 1872.の図版

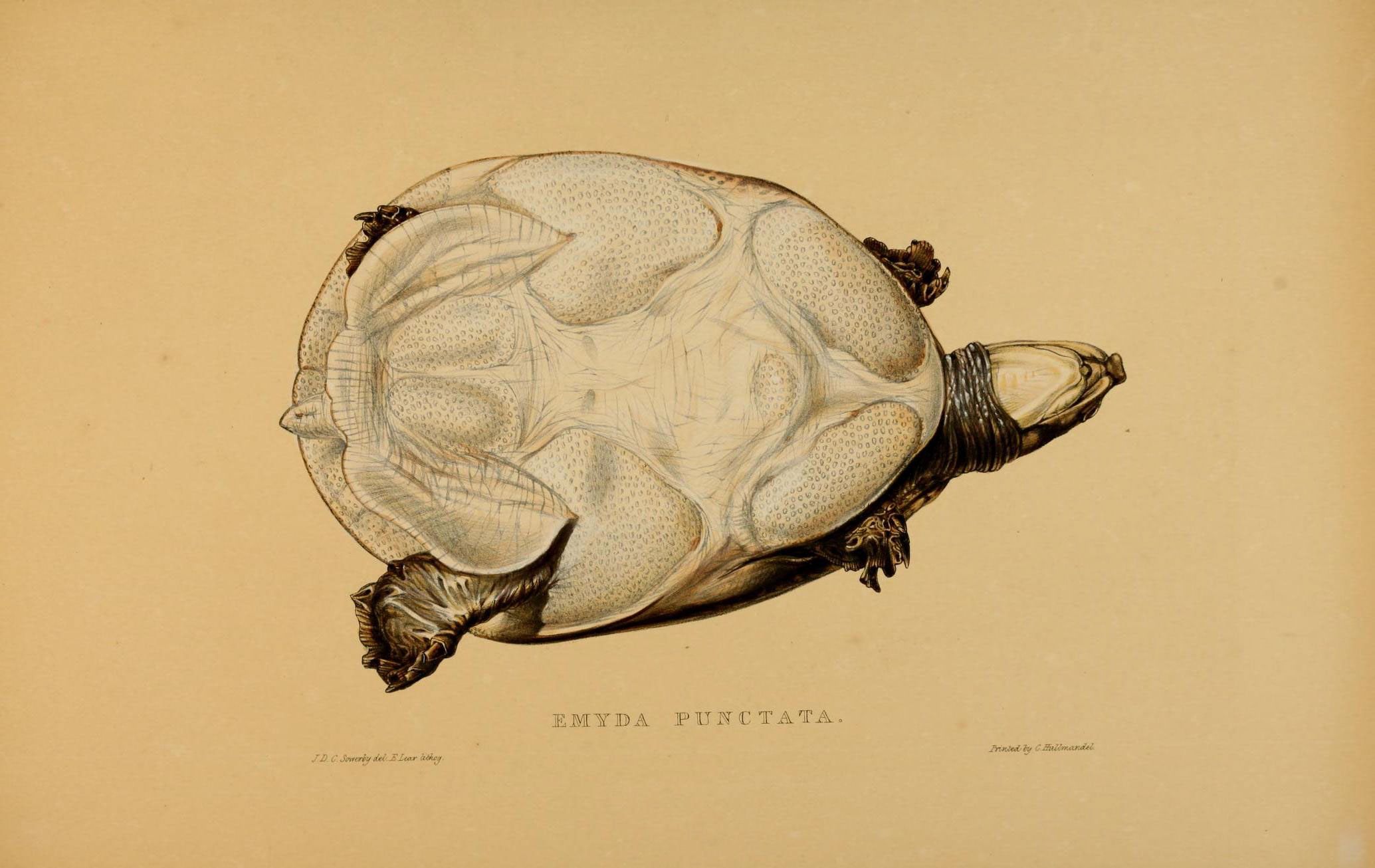
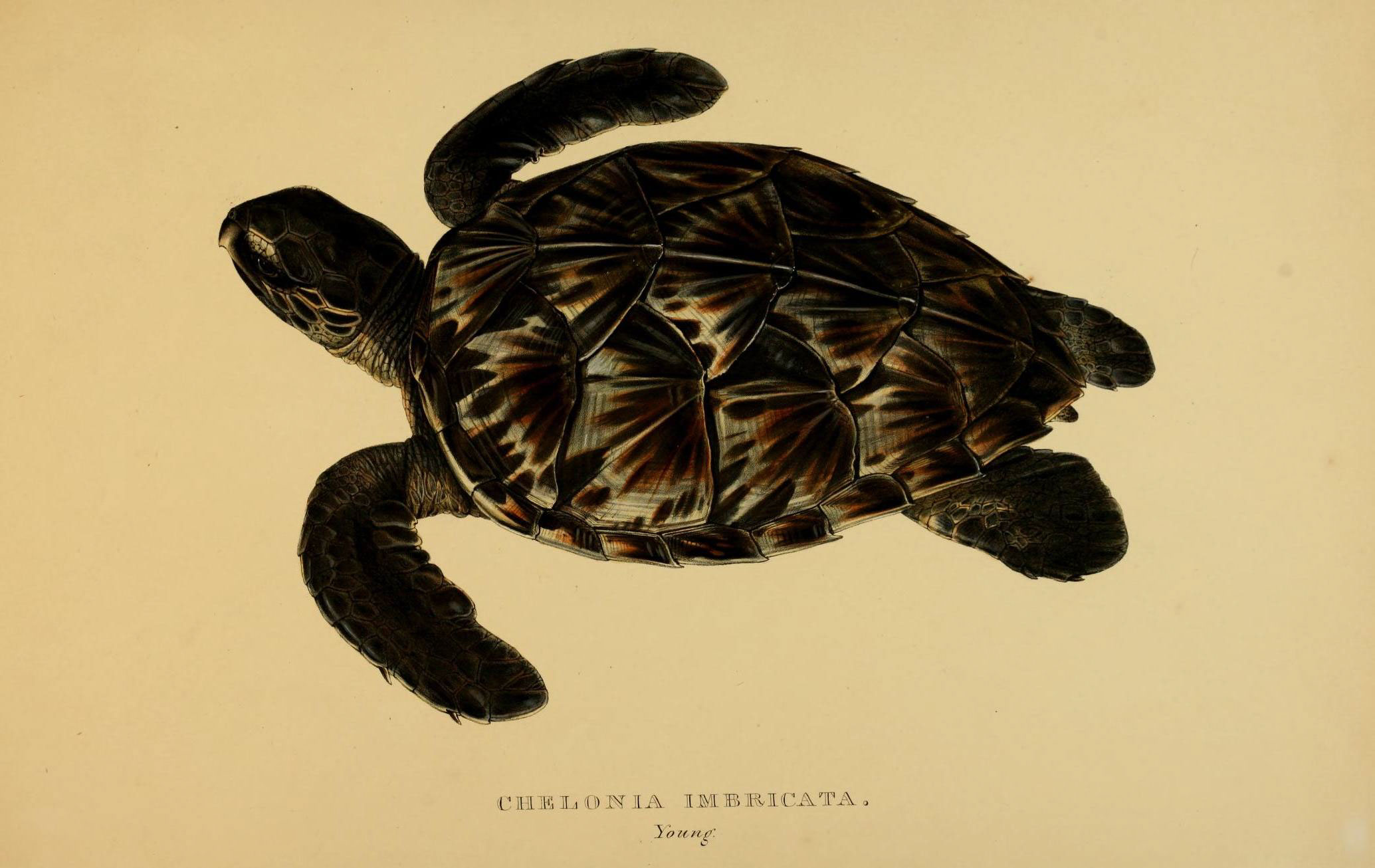
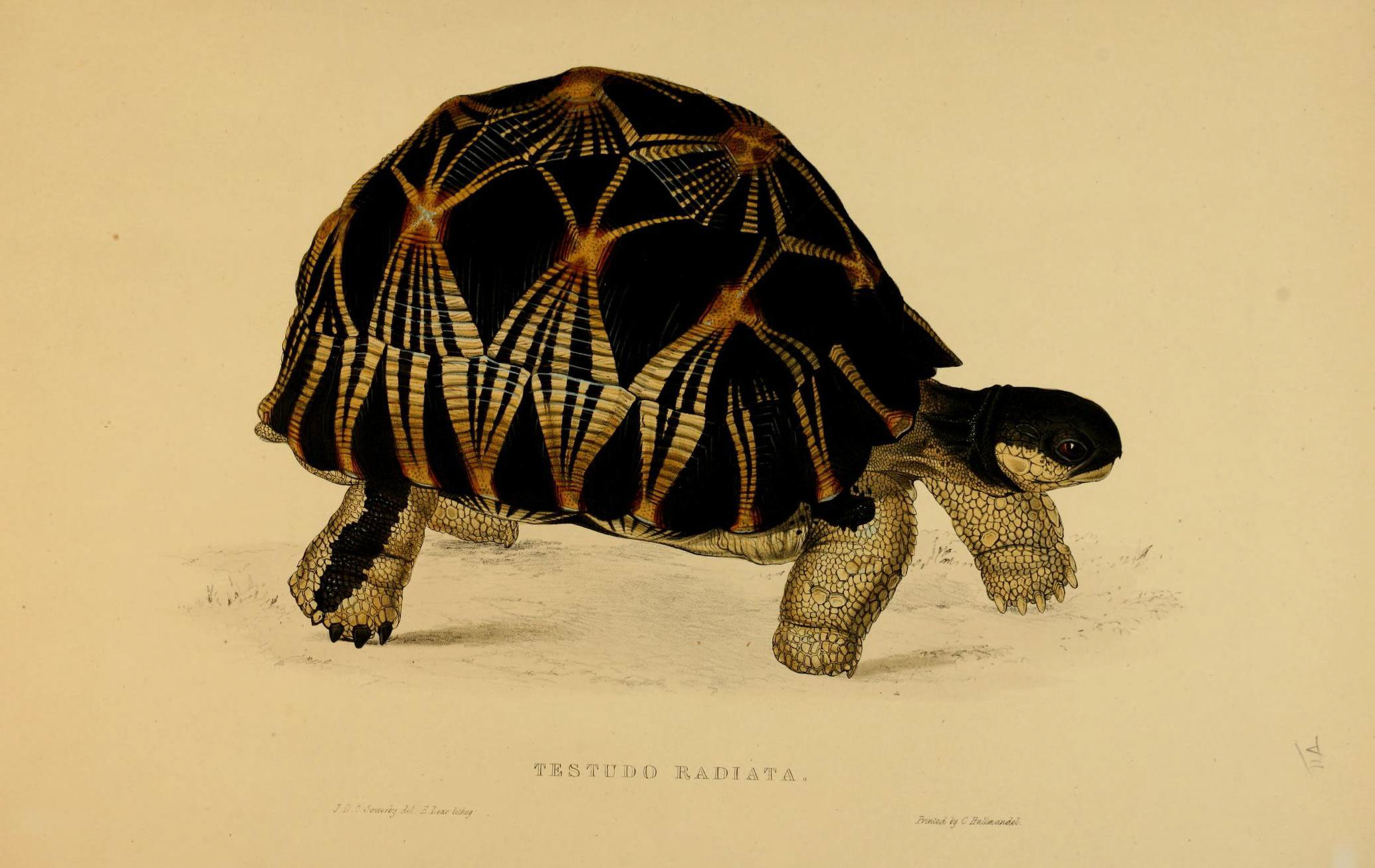
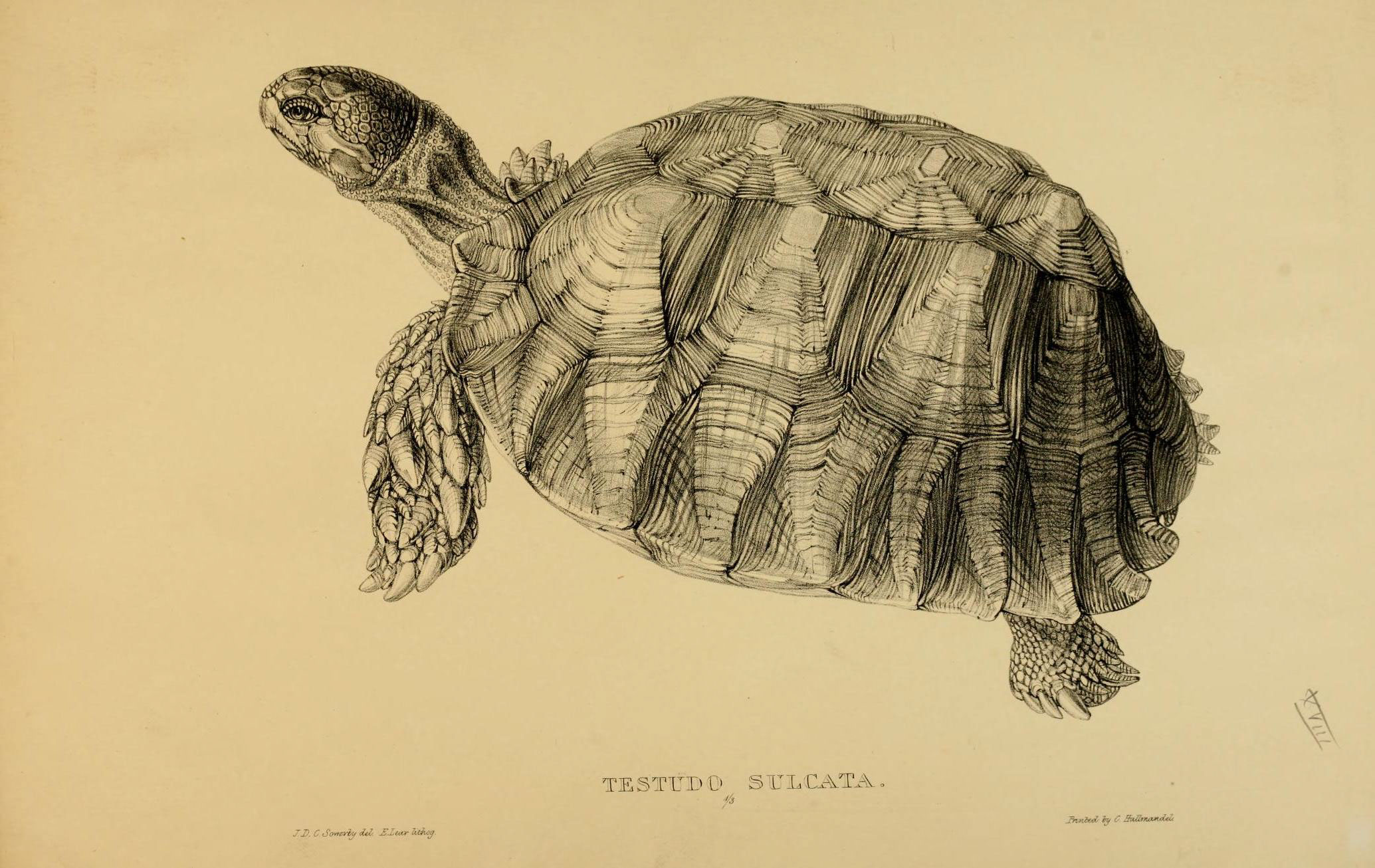